# Liste der Monuments historiques in Vertault
Die Liste der Monuments historiques in Vertault führt die Monuments historiques in der französischen Gemeinde Vertault auf.

## Liste der Immobilien
| Bezeichnung | Beschreibung                                                                   | Standort                      | Kennzeichnung | Schutzstatus | Datum | Bild           |
| ----------- | ------------------------------------------------------------------------------ | ----------------------------- | ------------- | ------------ | ----- | -------------- |
| Vertillum   | Oppidum der Lingonen, später gallo-römisches Vicus, bis um 400 n. Chr. genutzt | nordwestlich des Ortes (Lage) | PA00112716    | Classé       | 1875  | weitere Bilder |

## Liste der Objekte
| Bezeichnung                                | Beschreibung                                                        | Standort                                | Kennzeichnung | Schutzstatus | Datum | Bild |
| ------------------------------------------ | ------------------------------------------------------------------- | --------------------------------------- | ------------- | ------------ | ----- | ---- |
| Pietà                                      | Kalkstein, farbig gefasst, 16. Jahrhundert                          | in der Kirche St-Pierre-ès-Liens (Lage) | PM21002475    | Classé       | 1962  |      |
| Skulptur Heiliger Antonius von Padua       | Kalkstein, farbig gefasst, zweite Hälfte des 16. Jahrhunderts       | in der Kirche St-Pierre-ès-Liens (Lage) | PM21002476    | Classé       | 1962  |      |
| Skulptur Heiliger Rochus                   | Kalkstein, farbig gefasst, zweite Hälfte des 16. Jahrhunderts       | in der Kirche St-Pierre-ès-Liens (Lage) | PM21002477    | Classé       | 1962  |      |
| Skulptur Heiliger Eligius                  | Kalkstein, farbig gefasst, 16. Jahrhundert                          | in der Kirche St-Pierre-ès-Liens (Lage) | PM21002478    | Classé       | 1962  |      |
| Skulptur Heilige Katharina von Alexandrien | Kalkstein, farbig gefasst, Holz, zweite Hälfte des 16. Jahrhunderts | in der Kirche St-Pierre-ès-Liens (Lage) | PM21002479    | Classé       | 1962  |      |
| Skulptur Madonna mit Kind                  | Kalkstein, ehemals farbig gefasst, 14. Jahrhundert                  | in der Kirche St-Pierre-ès-Liens (Lage) | PM21002474    | Classé       | 1902  |      |